# Karenzer und Kalißer Heide
Karenzer und Kalißer Heide este o arie protejată (arie specială de conservare — SAC, sit de importanță comunitară — SCI) din Germania întinsă pe o suprafață de 76 ha, integral pe uscat.

## Localizare
Centrul sitului Karenzer und Kalißer Heide este situat la coordonatele 53°09′54″N 11°20′51″E / 53.165°N 11.3475°E.

## Înființare
Situl Karenzer und Kalißer Heide a fost declarat sit de importanță comunitară în aprilie 2004 pentru a proteja un număr necunoscut de specii din flora spontană și fauna sălbatică aflate în arealul zonei. Situl a fost protejat și ca arie specială de conservare în august 2016.

## Biodiversitate
Situată în ecoregiunea continentală, aria protejată conține 1 habitat natural: Pajiști uscate europene.
La baza desemnării sitului se află un număr nedeclarat de specii protejate: